# Брайчинська
Брайчинська, іноді Стара Река (мак. Брајчинска Река) — річка в південно-західній частині Північної Македонії, на території общини Ресен. Витоки розташовані на південно-західних схилах гірського масиву Пелістер. Довжина річки близько 14,7 км, площа басейну близько 70 км². Впадає в Преспанське озеро (велике) зі східного берега.

## Гідрографія
Басейн розташований на території, складеній лужними гранітами та кварцево-хлоритними сланцями, а в нижній частині — алювіально-флювіальними льодовиковими осадовими породами. Витоки знаходяться на висоті близько 2300 м над рівнем моря, а гирло — 850 м. Рівень води в річці відносно стабільний упродовж року.
Площа басейну оцінюється по-різному різними авторами: 64,5 км², 71,5 км² чи 74 км².
Брайчинська, попри свою невелику довжину, має численні притоки з лівого та правого берега. Серед правих приток — Кріва Кобіла, Дрнішар, Станішар, Ядреш, Пає; серед лівих — Шарена Чешма, Темні Дол, Ржанска, Балтанска, Пійойте.

## Населені пункти

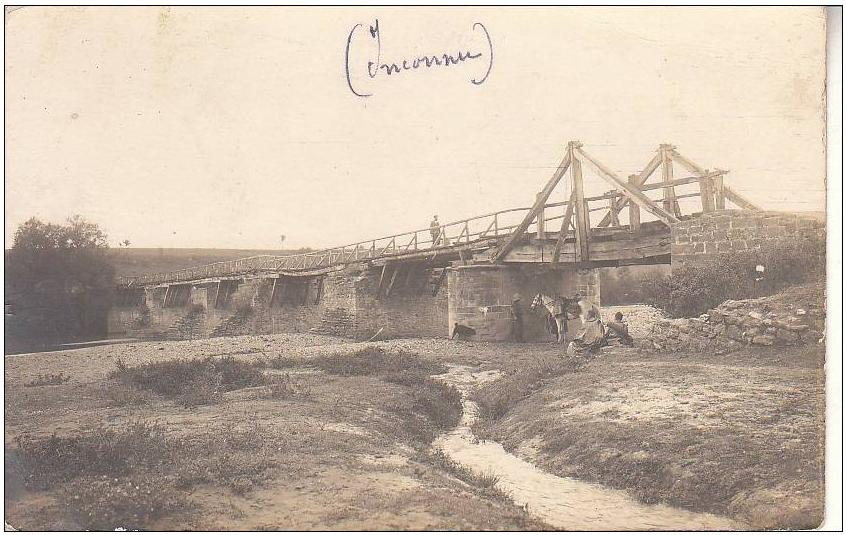
Дерев'яний міст через Брайчинську в селі Любойно (фото часів Першої світової війни)

Річка протікає через села Брайчино та Любойно, впадає в Преспу поблизу села Наколец. У Брайчино 1951 року на річці було побудовано малу гідроелектростанцію.
На річці 1964 року встановлено метеорологічну станцію для вимірювання рівня води та опадів.
Через річку збудовано декілька мостів, серед яких найважливіші на автомобільній дорозі Ресен — Дольно-Дупені, міст на північ від села Наколец, міст у селі Любойно, 2 мости в Брайчино.